# Sköllersta landskommun
Sköllersta landskommun var en tidigare kommun i Örebro län.

## Administrativ historik
Kommunen inrättades i Sköllersta socken i Sköllersta härad i Närke när 1862 års kommunalförordningar trädde i kraft.
Vid kommunreformen 1952 gick de tidigare kommunerna Bo och Svennevad upp i Sköllersta.
I kommunen inrättades 9 maj 1941 Pålsboda municipalsamhälle som upplöstes vid utgången av 1957.
1971 gick den i sin helhet upp i Hallsbergs kommun.
Kommunkoden 1952-1970 var 1808.

### Kyrklig tillhörighet
I kyrkligt hänseende tillhörde kommunen Sköllersta församling. Den 1 januari 1952 tillkom Bo församling och Svennevads församling. Sedan 2010 omfattar Sköllersta församling samma område som Sköllersta landskommun efter 1952.

## Geografi
Sköllersta landskommun omfattade den 1 januari 1952 en areal av 410,48 km², varav 383,93 km² land. Efter nymätningar och arealberäkningar färdiga den 1 januari 1960 omfattade landskommunen den 1 november 1960 en areal av 409,90 km², varav 384,91 km² land.

### Tätorter i kommunen 1960
| Tätort             | Folkmängd |
| ------------------ | --------- |
| Pålsboda           | 1 140     |
| Sköllersta         | 483       |
| Hjortkvarn         | 323       |
| Kvarntorp, del ava | 90        |

Tätortsgraden i kommunen var den 1 november 1960 40,1 procent.

## Politik

### Mandatfördelning i valen 1938-1966
| 10 | 7 | 7 |  |

| 25 |

| 9 | 7 | 7 | 2 |

| 24 |

| 9 | 9 | 6 |  |

| 24 |

| 19 | 10 | 9 | 2 |

| 39 |

| 19 | 8 | 9 | 4 |

| 38 |

| 17 | 10 | 7 | 6 |

| 37 |

| 15 | 10 | 6 | 4 |

| 31 |

| 13 | 10 | 6 |  | 5 |

| 32 |